# ITunes Originals – Patti Smith
iTunes Originals – Patti Smith – album Patti Smith z serii iTunes Originals, wydany 8 stycznia 2008 roku. Składa się on z piosenek artystki oraz jej komentarzy dotyczących dotychczasowej twórczości oraz życia prywatnego. Płyta jest wydawnictwem cyfrowym, dostępnym wyłącznie poprzez iTunes Store – nigdy nie była dostępna w sklepach.

## Lista utworów
1. "iTunes Originals" – 0:08
2. "I Can't Remember Ever Recording It Acoustically" – 1:23
3. "Pissing in a River" – 4:41
4. "It Was Our Most Popular Song" – 2:55
5. "Because the Night" – 3:22
6. "It Was Written In Memory of the Hopi Indians" – 1:29
7. "Ghost Dance" – 4:29
8. "I Was Walking By the Sea Thinking of Him" – 1:11
9. "Frederick" – 3:02
10. "In the Face of Loss We Have to Be Strong" – 2:09
11. "About a Boy" – 8:15
12. "A Poem for Oliver Ray" – 1:43
13. "Beneath the Southern Cross" – 4:34
14. "I Wanted to Sing It the Way I Ride a Horse" – 1:31
15. "Midnight Rider" – 3:55
16. "My Inspiration Was Mother Teresa" – 1:34
17. "One Voice" – 4:04
18. "I Always Look to William Blake When I'm Having a Difficult Year" – 1:49
19. "My Blakean Year" – 5:14
20. "This Song Came to Mind" – 2:17
21. "Tara"/"Peaceable Kingdom" – 6:33
22. "We Became Instant Friends" – 2:15
23. "Gloria: In Excelsis Deo" – 6:50
24. "It's a Very Alive Song" – 1:11
25. "Soul Kitchen" – 4:03
26. "The Most Emotional Song on the Record" – 3:38
27. "Smells Like Teen Spirit" (feat. Steve Earle) – 6:54

## Skład
- Patti Smith – wokal, gitara, klarnet
- Lenny Kaye – gitara
- Richard Sohl – instrumenty klawiszowe
- Ivan Kral – gitara basowa
- Jay Dee Daugherty – perkusja
- Bruce Brody – instrumenty klawiszowe
- Tony Shanahan – gitara basowa, instrumenty klawiszowe
- Oliver Ray – gitara